# Ambispora gerdemannii
Ambispora gerdemannii är en svampart som först beskrevs av S.L. Rose, B.A. Daniels & Trappe, och fick sitt nu gällande namn av C. Walker, Vestberg & A. Schüssler 2007. Ambispora gerdemannii. ingår i släktet Ambispora och familjen Ambisporaceae.   Inga underarter finns listade i Catalogue of Life.